# ハナヤナギ
ハナヤナギ（学名: Chondria armata）は、フジマツモ科の紅藻の一種。種小名のarmataはラテン語で「武装した」の意。
日本では、ドウモイとしても知られており、鹿児島県徳之島では駆虫薬として用いられていた。活性成分はドウモイ酸である。